# Ted Kord
Theodore Stephen (o Edward) "Ted" Kord è un personaggio dei fumetti pubblicato negli Stati Uniti d'America inizialmente da Charlton Comics e poi da DC Comics. Ted Kord è la seconda incarnazione del supereroe Blue Beetle: questa versione del personaggio venne creata da Steve Ditko e comparve per la prima volta come comprimario in Captain Atom n. 83 del novembre 1966 in una storia scritta da Gary Friedrich su un soggetto dello stesso Ditko.

## Biografia

### Versione della Charlton Comics
Inventore geniale e atleta dotato, Ted era equipaggiato con un velivolo personale a forma di insetto, dal quale entrava e usciva grazie a un cavo sospeso dalla cabina di pilotaggio. Generalmente evitava l'uso delle armi convenzionali, fatta eccezione per una pistola accecante, e, in più, di un forte getto d'aria per ottenere un vantaggio strategico nei confronti di un avversario, soprattutto nei combattimenti corpo a corpo.
Ditko è conosciuto per essere stato il co-creatore, con Stan Lee, l'artista originale dell'Uomo Ragno della Marvel Comics e mentre Blue Beetle e L'Uomo Ragno condividevano alcune caratteristiche, come l'essere eroi-scienziati urbani acrobati vestiti da artropodi, si evolsero poi in un modo del tutto indipendente. Entrambi sono inventori completi, grandi atleti, e abili acrobati. Entrambi possiedono un forte senso dell'umorismo, talvolta nei momenti meno idonei, che utilizzano per mascherare le proprie insicurezze. D'altra parte, Beetle non soffre di nessuna delle angosce associate ai vigilantes come Batman. A differenza dell'Uomo Ragno, Blue Beetle preferisce agire in compagnia piuttosto che da solo, ma, come "Spidey", è un amico leale. Infatti, Beetle fu il migliore amico del supereroe Booster Gold, quando i due lavorarono insieme nella Justice League, e avrebbero continuato a lavorare in coppia come una squadra fino alla fine della League.
Ted Kord fu un comprimario nella serie di Captain Atom dal n. 83 al n. 86 tra novembre 1966 e giugno 1967, prima di guadagnarsi una propria serie, durata cinque numeri, da giugno 1967 a novembre 1968. Venne pubblicato un sesto numero in Charlton Portfolio da CPL/Gang. Il personaggio di Question era il protagonista di una serie di supporto, il cui quinto numero fu oggetto di una parziale collaborazione, in cui la storia di Blue Beetle continuava nel racconto di Question.
L'origine del personaggio narrata nel n. 2, collegava Ted Kord alla versione precedente di Blue Beetle. Si scoprì che Ted era uno studente di Dan Garrett e, quando i due investigarono sullo zio di Ted, Jarvis Kord, scoprirono che Jarvis stava lavorando per creare un'armata di androidi allo scopo di conquistare l'intero pianeta Terra. Garrett si cambiò in Blue Beetle, ma rimase ucciso nella battaglia. Quando morì, passò a Ted la responsabilità di essere Blue Beetle, ma non riuscì a passargli il mistico scarabeo. Vi fu il presentimento che uno degli androidi venne lasciato in stasi, ma questo mistero rimase irrisolto fino alla serie della DC della fine degli anni ottanta.
Nei primi anni ottanta, il primo numero dell'antologia Charlton Bullseye della Charlton, presentò la prima collaborazione tra Question e Blue Beetle. Successivamente, la AC Comics pubblicò una storia preparata per Charlton Bullseye in Americomics n. 3, e un numero con un'alleanza di tutti gli eroi della Charlton.

### Versione della DC Comics
La DC acquisì i personaggi della Charlton a metà degli anni ottanta, utilizzando gli eventi di Crisi sulle Terre infinite per integrarli tutti nell'Universo DC. Nel corso di questo periodo, Blue Beetle aveva una sua serie, scritta da Len Wein, durata 24 numeri, da giugno 1986 a maggio 1988. In questo periodo venne pubblicato anche Secret Originis n. 2, con la copertina illustrata da Gil Kane, che spiegava le origini e le carriere di Ted Kord e Dan Garrett nella continuità post-Crisi. Furono poi seguiti dal presunto androide messo in stasi nella serie della Charlton, divenuto poi, "Carapax, l'uomo indistruttibile".
A volte, Ted Kord venne descritto anche come un industriale, proprietario delle Kord Industries; più che altro, pur essendo un individuo particolarmente dotato, era a corto di soldi, che seguiva lo schema "diventa-ricco-in-fretta" di Booster Gold.
Una breve comparsa in JLA: Year One mostrò il giovane Kord lavorare nelle Kord Industries Ricerca & Sviluppo, dove progettava il sistema di sicurezza del quartier generale della Justice League. Incontrando i supereroi pensò "Chi se ne frega degli affari di famiglia. Voglio essere uno di loro". Nei fumetti recenti, fu sottinteso che le Kord Industries divennero parte della Wayne Enterprises, guidate da Bruce Wayne, altrimenti noto come Batman.

### La Justice League
Blue Beetle è conosciuto anche per essere il membro geniale della serie durata cinque anni di Keith Giffen e J. M. DeMatteis nei vari titoli della Justice League of America e della Justice League International, dove fu affiancato al suo collega eroe Booster Gold: i due divennero subito amici. Tra i fan, sono noti con il soprannome di squadra "Blu e Oro". Per un po', Blue Beetle ebbe dei problemi di peso, ma con ferma determinazione e l'aiuto di General Glory, riuscì a dimagrire. Dopo che Giffen e DeMatteis se ne andarono, Justice League of America continuò la sua serie fino al n. 113. Dan Jurgens introdusse la Morte di Superman in JLA, in cui Doomsday lasciò Blue Beetle in coma durante i suoi massacri e una cicatrice di sei centimetri sul cranio. Successivamente, Beetle e Booster Gold si unirono ad un off-shot della League chiamata Extreme Justice.
Dopo quest'avventura, Blue Beetle entrò in un periodo di relativa oscurità. La miniserie The Living Assault Weapon, riunì Blue Beetle con gli altri eroi acquisiti dalla Charlton, ma la serie fu soggetta a forti critiche.

### Super Buddies
Nel luglio 2003, Giffen, DeMatteis e l'artista originale di JLI Kevin Maguire, si riunirono per creare la loro miniserie di sei numeri, Formerly Known As The Justice League, dove molti degli eroi della Justice League International si riunirono in un ufficio di fronte ad un negozio. Beetle, maturando divenne un membro importante per questa squadra, i "Super Buddies". Una storia seguente, I Can't Believe It's Not The Justice League, venne inizialmente considerata come seconda miniserie, ma, invece di essere pubblicata, venne prolungata in JLA: Classified dal n. 4 al n. 9.
Ted ebbe numerose comparse anche in Birds of Prey, all'inizio, come amico di Oracolo su Internet, e successivamente di persona. Si accennò in diversi numeri al fatto che Ted potesse avere una cotta per l'Oracolo. Ted ritornò nella sua vecchia squadra, ma aveva ancora molti problemi con questa, problemi che l'Oracolo lo aiutò a risolvere. Durante questo periodo, si scoprì che era anche malato di cuore, ma ciò non lo fermò dall'aiutare quand'era necessario. Dopo la sua morte, i Birds of Prey visitarono la sua statua nel Cimitero Valhalla, costruito in suo onore, in Birds of Prey n. 96. Black Canary rivelò che stare nella Justice League era divertente quando Ted era lì. l'Oracolo, invece, rivelò di aver avuto una cotta cibernetica per lui.

### Morte
Nello speciale Countdown to Infinite Crisis, pubblicato il 30 marzo 2005, Blue Beetle scoprì la rinata organizzazione di Checkmate guidata da Maxwell Lord, ex finanziatore della Justice League, con il quartier generale in un castello belga, dove Beetle venne catturato. Lord rivelò a Beetle che il suo intento era quello di utilizzare l'organizzazione per assicurarsi che i metaumani, inclusi i supereroi, fossero tenuti sotto sorveglianza e controllati dagli esseri umani. Quindi, Maxwell Lord diede a Blue Beetle un ultimatum per convincerlo ad aderire alla sua organizzazione. Quando Kord rifiutò, Maxwell Lord lo uccise sparandogli una pallottola alla testa.
Questa stessa storia confermava l'ipotesi di Ted Kord secondo la quale, il suo scarabeo mistico venne distrutto in Blue Beetle vol. 6 n. 18 del 1987. Tuttavia, fu riscoperto, intatto, in un tempio in Egitto, e fu consegnato a Kord. Non è chiaro se questo sia o no lo scarabeo mistico creato da un pezzo di tecnologia mistica futura fusa da Nabu il Mago nella miniserie Time Masters in cui comparve anche Rip Hunter. Shazam prese lo scarabeo dopo aver incontrato Kord, alimentando le speculazioni che vedevano il ritorno di Ted nella serie Crisi infinita. La possibilità fu tratteggiata quando fu chiesto alla Wizard World convention se Kord sarebbe ritornato. Lo scrittore Greg Rucka affermò: "C'era un bel buco nel suo cervello, e fu incenerito. Come potrebbe essere più chiaro?".

### Ricaduta
La morte di Ted Kord fece precipitare gli eventi di Crisi infinita.
- La riorganizzazione della Brother Eye e del progetto OMAC.
- Max Lord si rivelò un criminale e prese il controllo di Superman, cosa che forzò Wonder Woman ad ucciderlo.
- Capitan Marvel avvertì Ted a proposito di Luthor, che probabilmente che era coinvolto in una pericolosa avventura tra la magia e la scienza. Gli eventi di Crisi Infinita n. 3 rivelarono che in realtà era Alexander Luthor Jr. travestito.
- Booster Gold ritornò al XXV secolo. Ritornò in un secondo momento con Skeets per aiutare a ritrovare Borther Eye. Il successo della missione mise Booster Gold in buona luce e mise in moto gli eventi di 52.

Un anno dopo
Il giovane adolescente Jaime Reyes scoprì lo scarabeo e divenne il nuovo Blue Beetle. J'onn J'onnz aveva una statua di Ted Kord nel suo memoriale dei membri caduti della Justice League. Quando reclutò dei nuovi membri per la nuova Justice League, Superman suggerì Booster Gold, ma Batman rispose "Ci sono modi migliori per onorare Ted".
Dopo la scomparsa di Ted, Shockwave, il rinforzo dei 100, fu inviato a distruggere gli edifici ancora funzionanti e attivi delle Kord Industries. Anche se Red Devil e Jaime Reyes lo fermarono, i 100 riuscirono a impadronirsi delle Kord Industries a causa del crollo di valore delle proprietà.
Nella serie Booster Gold del 2007-2008 di Geoff Johns, Booster accettò di aiutare Rip Hunter a ripristinare la linea temporale, ma ad una condizione: Rip avrebbe aiutato Booster a riportare Ted indietro. Rip Hunter, tuttavia, tentò di shoccare Booster con la sua inabilità di alterare gli eventi "solidificati" del passato, costringendolo a rivedere la scena dell'assalto a Barbara Gordon numerose volte. Quando Booster si preparò ad accettare il suo destino, comparve un Blue Beetle futuristico con al seguito Dan Garrett e Jaime Reyes che gli spiegarono come alterare il tempo intorno alla morte di Ted nel "tempo malleabile". Booster tradì Rip, e con l'aiuto dei Beetles, salvò Ted Kord dalla morte per mano di Maxwell Lord. I quattro Beetles fuggirono insieme nel tempo, e la tecnologia utilizzata per salvare Blue Beetle preservò gli eventi futuri nel modo in cui erano, in modo che la maggior parte del mondo pensasse ancora che Ted Kord fosse morto. La storia "Blue and Gold" rivelò che questo atto alterò il presente, creando una linea in cui Max e i suoi OMAC tramutarono il mondo in uno stato di polizia. Il Blue Beetle del futuro si rivelò essere il Black Beetle, un super criminale alleato con Ultra-Humanite, Despero, Per Degaton e il padre di Booster Gold (sotto il controllo di Mr. Mind) come i Time Stealers, un gruppo di criminali viaggiatori nel tempo. Affrontando la sconfitta dei suoi compagni della Justice League International, unici eroi nella nuova linea temporale, Ted Kord capì che l'unico modo per ricostituire la linea temporale era morire, come era giusto che facesse. Non appena il Black Beetle tentò di fermarlo, lo affrontò, ed entrambi furono scaraventati nel passato dalla Sfera del Tempo. Alla fine del numero, una figura ombrosa entrò in un magazzino delle Kord Industries, pieno di equipaggiamenti di Blue Beetle. Poi, la figura rise nella distinta risata di Kord: "BWA-HA-HA-HA!".
La notte più profonda
Nonostante la sua apparente "rinascita", Ted Kord fu rianimato come Lanterna Nera in una storia collegata alla notte più profonda.
Quando un anello nero del potere prese possesso del suo cadavere, Ted Kord, incapace di localizzare Booster Gold a causa dei suoi impegni nel tempo, lo chiamò all'aperto prendendo come obiettivi Daniel Carter e Rose Levin, i suoi antenati del XXI secolo. Riuscì a penetrare nell'armatura di Super Nova con una BB Gun, e tenne l'eroe in ostaggio mentre si batteva contro Blue Beetle (Jaime Reyes) e evitava gli attacchi di Skeets, finché non giunse Booster. Quindi si diede da fare per ucciderlo, sperando di strappargli il cuore.
Tuttavia, battendosi contro tutti loro non riuscì ad uccidere nessuno tranne un vicino. Jaime e Booster tolsero Daniel e Rose dalla scena, e si diressero verso i magazzini delle Kord Industries dove localizzarono uno dei nascondigli di Ted Kord, e dove trovarono l'equipaggiamento adatto a sconfiggere la Lanterna Nera. Quindi ritornarono indietro, dove il cadavere di Ted si batté con Booster finché non fu colpito da un raggio sparato da una pistola disegnata dallo stesso Kord, sintonizzato per simulare lo Spettro emozionale. Separato dal suo anello, Booster raccolse i suoi resti prima che l'anello potesse rianimarli, li portò nella Sfera del Tempo e li depositò in una piccola tomba nella Fortezza del Punto Svanente.
Prima di affrontare la Lanterna Nera, Booster scoprì che qualcuno entrò nella base segreta di Kord qualche mese prima che i suoi resti venissero rianimati. Tuttavia, le uniche persone, che Booster sapesse, ad avere l'autorizzazione per entrarvi erano lui e lo stesso Kord.

## Volumi
Quasi tutte le raccolte delle comparse di Ted Kord nella Charlton Comics come Blue Beetle furono collezionate come parte di una serie della DC Archive Edition:
| Titolo                                          | Materiale collezionato |
| ----------------------------------------------- | --- |
| 'The Action Heroes Archives (vol. 2)' HC (2007) | Captain Atom (serie del 1965) n. da 83 a 86 Blue Beetle (serie del 1967) n. da 1 a 5 Charlton Portfolio n. 9 e n. 10 (scritto per e presentato come Blue Beetle n. 6) |

Il material di Chartlon Portfolio è in bianco e nero come presentato originariamente, mentre il resto è a colori. La collezione include quasi tutte le comparse di Question nella Charlton così come una breve comparsa di Capitan Atomo. Il volume 1 degli archivi contiene quasi tutte le storie di Capitan Atomo nella Charlton, ed una breve comparsa di Nightshade.

## Poteri e abilità
Ted Kord non aveva superpoteri; tuttavia, possedeva l'intelletto di un genio, con un quoziente intellettivo di 192. Era produttivo in numerose scienze dalla chimica, fisica, ingegneria, velivoli e altro, tecnologia solare, così come la comprensione della tecnologia aliena. Una volta, Despero affermò che la mente di Ted era seconda solo a quella di J'onn J'onnz. L'ex collega della Justice League Guy Gardner affermò che Ted era più intelligente di Batman, "anche se nessuno lo ha mai notato". Kord era un atleta di livello olimpionico, e un abile combattente del corpo a corpo, avendo studiato Taekwondo, Judo, Kyokushinkai e pugilato.Era anche colto in fatto di spionaggio.

### Equipaggiamento
- Kord creò numerosi gadgets, incluse le ventose, lenti che iper-sviluppavano la vista e un costume protettivo. Per prevenire di essere costretto a smascherarsi, specialmente se reso inconscio, il suo cappuccio aveva un meccanismo di chiusura che si apriva solo con il tocco di un chip nel suo guanto cosa che avrebbe al massimo costretto un nemico a tagliare il materiale del costume per smascherarlo
- Costruì un'armatura potenziata da battaglia per Booster Gold; l'armatura comprendeva un braccio artificiale pienamente funzionante, e forbiva supporto vitale per Booster nel caso che fosse stato ferito gravemente. Successivamente gliene ricavò un'altra, migliore, da un'armatura aliena.
- La sua pistola era un'arma palmare che poteva accecare i nemici con dei flash, o metterli k.o. con dei getti d'aria compressa capaci di arrestare un rinoceronte. La sua arma originale era disegnata con un dispositivo di sicurezza, che la rendeva funzionante solo se tenuta in mano da Blue Beetle, e che di conseguenza, la disattivava quando non fosse stata tenuta in mano e a contatto con i circuiti presenti nel guanto di Blue Beetle. Si scoprì durante gli annuali di Eclipso che era caricata ad energia solare.
- Il dirigibile di Blue Beetle, l'Insetto (The Bug), conteneva degli equipaggiamenti tecnologici, poteva elettrificare o magnetizzare il suo scafo, lanciare energia elettrica, e volare alla velocità di 600 miglia orarie. Tutti i modelli del velivolo avevano dei booster jet nascosti sotto la corazza dell'Insetto. I booster dei primi due modelli potevano spingere l'Insetto fino alla velocità del suono per un breve periodo di tempo, e non ci fu limite di tempo finché i booster duravano. I modelli successivi vedevano utilizzare i booster solo per i viaggi intercontinentali e per i viaggi a velocità super sonica. Anche il dirigibile, però al 90%, funzionava ad energia solare. I modelli successivi erano provvisti anche di armi energetiche di vario tipo, dai laser al plasma. Gli ultimi due modelli erano capaci di arrivare in orbita (come visto in The L.A.W. n. 6 e in Crisi Infinita n. 5).Tutti i modelli avevano il pilotaggio in remoto controllabili dai controlli inseriti nel guanto di Kord.
- Costruì anche delle pastiglie volanti simili ai dischi volanti di Mr. Miracle, e affermò a Barbara Gordon che poteva tenere i Birds of Prey in volo 24 ore al giorno, sette giorni su sette, con la tecnologia basata sulla scatola madre dei Nuovi Dei.
- Come Lanterna Nera, Ted Kord fu equipaggiato con una versione "decadente", ed esteticamente danneggiata dell'Insetto, ed un anello nero del potere, con cui poteva generare dei costrutti della sua ex tuta e della sua pistola, che era più un'arma offensiva che difensiva, capace di traforare gli scudi dell'armatura di Super Nova.

## Altre versioni
- Blue Beetle comparve nel fumetto Justice League Unlimited, nei numeri 5 e 8.
- Ted Kord comparve in Kingdom Come, come terzo generale di Batman.
- Comparve poi in un fumetto Elseworld, Justice Riders, come un inventore dell'epoca del Selvaggio West che si allea con Booster Gold.
- Daniel Dreiberg (il Gufo Notturno) è un fac-simile di Ted Kord e comparve nella maxi serie della DC Comics Watchmen di Alan Moore e Dave Gibbons, i cui protagonisti somigliano agli eroi della Charlton Comics acquistati dalla DC. I personaggi originali della Charlton avrebbero dovuto comparire nella serie, tuttavia a causa dei piani della DC di utilizzarli nella continuità principale dell'universo DC, furono create delle analogie.

## Altri media

### Televisione
La versione Ted Kord di Blue Beetle comparve nell'episodio "La caduta di Blue Beetle" della serie animata Batman: The Brave and the Bold. Kord comparve in un flashback, mentre lavorava al fianco di Batman. Quando non riuscì a far funzionare il suo scarabeo, lo diede al pazzo scienziato Jarvis Kord per ripararlo. Tuttavia, Jarvis lo utilizzò per potenziare dei robot Blue Beetle per impadronirsi di Hub City, e Ted si fece aiutare da Batman per riprendersi il suo animaletto mistico. Quando Jarvis volle attivare un razzo che avrebbe inviato i vari robot in vari parti della città, Ted entrò nel razzo prima che potesse esplodere e fare saltare in aria la città, fermando l'invasione dei robot, ma rimanendo ucciso. Dopo la sua morte, Jarvis prese la sua identità per ingannare il nuovo Blue Beetle nell'aiutarlo quando si trovava sulla Science Island.

### Cinema
Ted Kord viene citato e infine comparso nel quattordicesimo e penultimo film del DC Extended Universe Blue Beetle (2023), la giovane protagonista femminile Jenny Kord è la figlia di Ted, che dopo la misteriosa scomparsa del padre è entrata a lavorare nella dirigenza della Kord Industries, sarà lei a dare lo scarabeo a Jaime, e a portare Jaime e la sua famiglia nel covo segreto di suo padre, rivelando che suo padre ha provato per tutta la sua vita ad attivare lo scarabeo su se stesso ma senza successo, così finì per costruirsi un costume e i congegni e a utilizzare il caratteristico veicolo volante a forma di scarabeo assumendo quindi l'identità di Blu Beetle, lo scarabeo scelse poi un'altra persona prima di Jaime. Ted Kord viene dato per morto nel film ma nelle scena finale dopo i titoli di coda si scopre che non è così ed è ancora vivo e cerca di comunicarlo alla sua amata figlia che gli vuole bene.